# Simpatico (película)
Simpatico (conocida en Latinoamérica como El secreto) es una película de 1999 dirigida por Matthew Warchus y protagonizada por Nick Nolte, Jeff Bridges, Sharon Stone, Catherine Keener y Albert Finney. Se trata de una adaptación de la obra de 1994 Simpatico de Sam Shepard.

## Sinopsis
Tres jóvenes estafadores, Vinnie, Carter y Rosie ganan cantidades de dinero timando. Veinte años después, Carter y Rosie están casados y son corredores exitosos en Kentucky a punto de vender su semental favorito, Simpatico. Vinnie, mientras tanto, es un borracho en Pomona. Vinnie decide hacer una obra de teatro para Rosie, atrae a Carter a California, le roba la billetera y se dirige a Kentucky con el material del chantaje original. Carter le ruega a la amiga de Vinnie, una dependienta del supermercado llamada Cecilia, que siga a Vinnie y recupere el material.

## Reparto
- Nick Nolte ... Vincent Webb
- Jeff Bridges ... Lyle Carter
- Sharon Stone ... Rosie
- Catherine Keener ... Cecilia
- Albert Finney ... Simms
- Shawn Hatosy ... Vinnie
- Kimberly Williams-Paisley ... Rosie